# Stig Brøgger
Stig Brøgger (8. prosince 1941 – 8. února 2021) byl dánský umělec, který pracoval se sochou, malbou, instalacemi a fotografií. Jeho cílem vždy bylo ukázat, jak umění přispívá k prožívání života člověka a jeho chápání okolního světa.

## Životopis
Narodil se 8. prosince 1941 v Slagelse, studoval politologii na univerzitě v Kodani (1960-67), ale také studoval umění na Eks-skolen (experimentální umělecká škola) od roku 1964 do roku 1966. V 60. letech 20. století začal rozvíjet nové trendy v dánském umění, ovlivněné vývojem ve Spojených státech v oblastech Minimal Art, Land Art a Conceptual Art. Své myšlenky pomáhal sdělovat prezentací ilustrovaných článků v uměleckém časopise ta'.
Mezi raná díla patřila De fire temperamenter (Čtyři temperamenty, 1966) skládající se z velkých postav pokrývajících stěny výstavy, Lady Luck (1967), která byla každý den přemísťována a poskytovala různé efekty, a série Pamela (1968) zobrazující stejnou osobu, ale s různými texty se zaměřením na různé interpretace. Sochy ve stejném období zahrnovaly jeho šestiúhelníková díla a Platformprojektet (Projekt platformy, 1970), v nichž fotografie entropické platformy umístěné na různých místech v Kodani a New Yorku zaznamenávaly interakci mezi objektem a prostředím.
V roce 1974 založil Brøgger společně s Heinem Heinsenem a Mogensem Møllerem Institut pro Skalakunst, který produkoval řadu dekorativních veřejných děl jako Stedet og skyggen (Místo a stín, 1976) pro Birkerød: Sjælsøskolen, Stjerne, Stjerneport og Stjernefragment (Hvězda, Hvězdná brána a Hvězdný fragment, 1980) pro Aalborg University, Fredens Port (Brána míru, 1982) v kodaňské čtvrti Nørrebro a také komplexní výzdobu Ollerup Gymnastics School (2007).
Malba vždy hrála v Brøggerově tvorbě důležitou roli, a to i v instalacích jako Flora Danica (1990) a Plainthings (1997). Ve snaze poskytnout lepší porozumění světu jeho obrazy kombinují geometrické tvary s neukázněnými množstvími barev.
Jeho výstava fotografií Suburban Life - Photography as Painting z roku 2013 se skládá ze 44 desek, z nichž každá obsahuje šest fotografií. Zobrazují širokou škálu námětů od krajin po budovy a květiny, dokumentují život na předměstích a doplňují Brøggerova dřívější díla a jeho životní zkušenosti.

## Ocenění
V roce 1991 byla Brøggerovi udělena Eckersbergova medaile a v roce 1998 Thorvaldsenova medaile.